# ISO 3166-2:UM
ISO 3166-2:UM – kody ISO 3166-2 dla podjednostek administracyjnych Dalekich Wysp Mniejszych Stanów Zjednoczonych.
Kody ISO 3166-2 to część standardu ISO 3166 publikowanego przez Międzynarodową Organizację Normalizacyjną. Kody te są przypisywane głównym jednostkom podziału administracyjnego, takim jak np. województwa czy stany, każdego kraju posiadającego kod w standardzie ISO 3166-1.
Aktualnie (2019) dla Dalekich Wysp Mniejszych Stanów Zjednoczonych zdefiniowano kody dla 5 wysp, 3 atoli i 1 rafy koralowej.
Pierwsza część oznaczenia to kod Dalekich Wysp Mniejszych Stanów Zjednoczonych zgodnie z ISO 3166-1, natomiast druga część oznaczenia znajdująca się po myślniku to dwucyfrowy kod jednostki administracyjnej.

## Kody ISO
| Kod ISO | Nazwa jednostki administracyjnej | Nazwa jednostki administracyjnej w języku angielskim | Rodzaj jednostki administracyjnej |
| ------- | -------------------------------- | ---------------------------------------------------- | --------------------------------- |
| UM-67   | Johnston                         | Johnston Atoll                                       | atol                              |
| UM-71   | Midway                           | Midway Atoll                                         | atol                              |
| UM-76   | Navassa                          | Navassa Island                                       | wyspa                             |
| UM-79   | Wake                             | Wake Island                                          | wyspa                             |
| UM-81   | Baker                            | Baker Island                                         | wyspa                             |
| UM-84   | Howland                          | Howland Island                                       | wyspa                             |
| UM-86   | Jarvis                           | Jarvis Island                                        | wyspa                             |
| UM-89   | Kingman                          | Kingman Reef                                         | rafa koralowa                     |
| UM-95   | Palmyra                          | Palmyra Atoll                                        | atol                              |